# Roncus duboscqi
Espèce
Synonymes
- Roncus drescoi Heurtault, 1986

Roncus duboscqi est une espèce de pseudoscorpions de la famille des Neobisiidae.

## Distribution
Cette espèce se rencontre en France et en Espagne en Catalogne.

## Description
Les mâles mesurent de 2,35 à 2,47 mm et la femelle 2,40 mm.

## Systématique et taxinomie
Roncus drescoi a été placée en synonymie par Henderickx et Zaragoza en 2005.